# Grüner Leguan
Der Grüne Leguan (Iguana iguana) ist ein Vertreter der Leguane (Iguanidae), dessen Lebensraum in Mittelamerika und Südamerika liegt.

## Merkmale

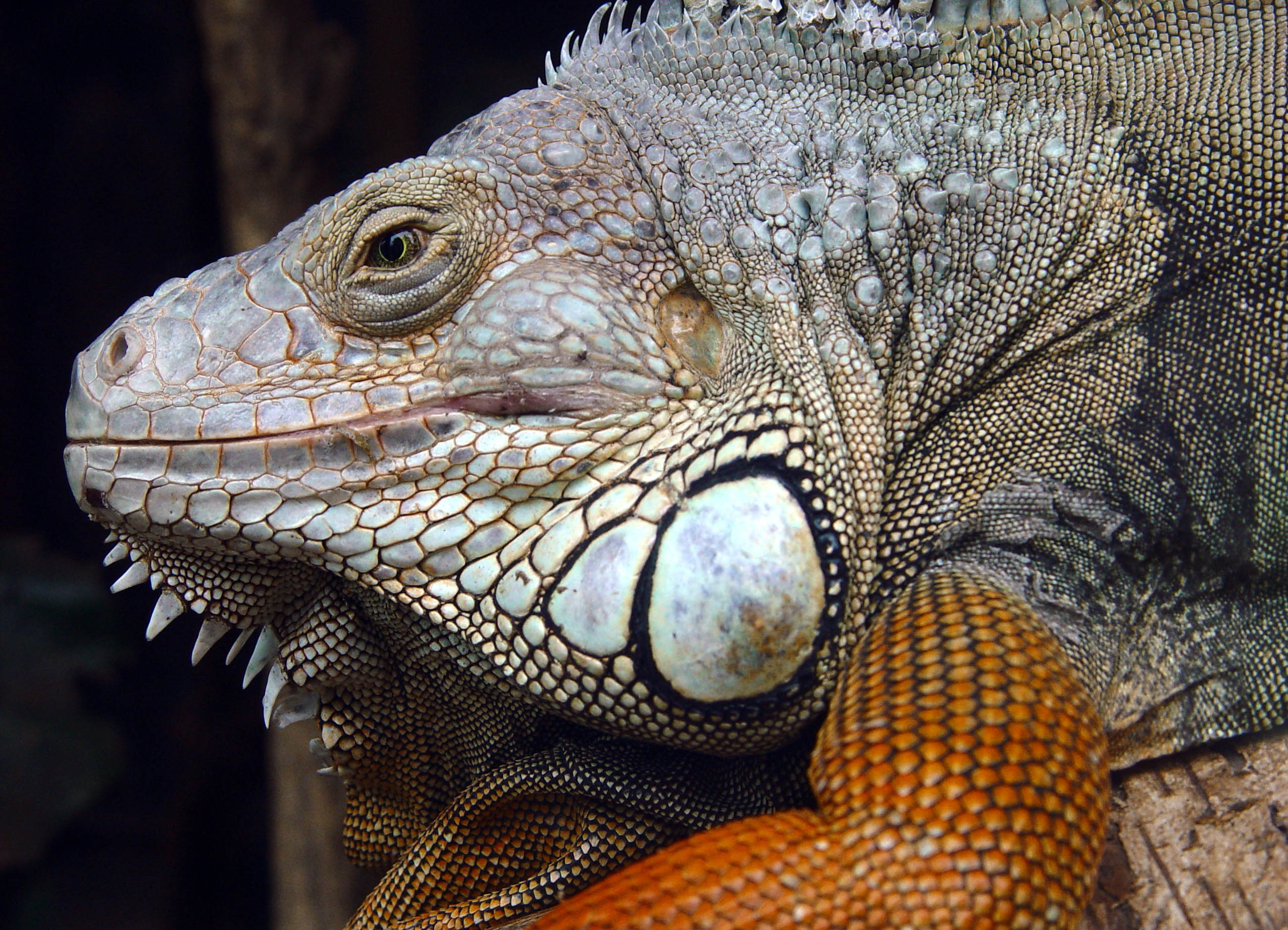
Der Höcker unter dem Trommelfell ist deutlich erkennbar

Grüne Leguane erreichen für gewöhnlich eine Kopfrumpflänge von 45 Zentimetern. Mit dem Schwanz zusammen erreicht der Grüne Leguan Längen von zwei Metern, manchmal 2,2 Metern. Das größte bekannte Exemplar ist 2,30 Meter lang, wiegt 10,5 Kilogramm und ist im Chicago Museum of Natural History ausgestellt. Die meisten Leguane dieser Art werden jedoch maximal 1,5 Meter lang, wobei die Männchen deutlich größer sind und deutlich größere „Stacheln“ auf Rücken und Schwanz besitzen. Sie werden in Gefangenschaft gut 10 bis 17 Jahre alt, es wurde aber schon von Tieren berichtet, die 25 Jahre alt wurden. Dies hängt sehr stark von der richtigen Ernährung in den ersten Jahren des Leguanes ab.
Speziell männliche Grüne Leguane haben einen massigen Kopf, der durch einige Charakteristika gekennzeichnet ist: Eine große Kehlwamme, die bei Männchen 30 % größer ist als bei Weibchen, sowie Backen im Bereich der vergrößerten Schuppen unter dem Trommelfell, die infolge von Muskelvergrößerung und der Einlage von Fettgewebe bei Männchen stark hervortreten.
Entgegen dem Namen ist Iguana iguana nicht vollkommen grün, viele Tiere sind eher gräulich-grün oder haben einen starken Einfluss von brauner Farbe. Bei männlichen Grünen Leguanen kommen auch teilweise rot-orange Färbungen, vermehrt im Bereich der Gliedmaßen, vor. Dies kann unter Umständen nahrungsabhängig sein, denn das Tier verspeist auch Blütenblätter. Der Rückenkamm der Grünen Leguane zieht sich vom Nacken bis hin zum Schwanz und ist beim Männchen im Mittel 5 Zentimeter höher als beim Weibchen.

## Vorkommen
Der Grüne Leguan lebt in Mittelamerika und in Südamerika bis Paraguay. Einzelne Vorkommen reichen bis in den äußersten Süden der USA. In Florida, z. B. im Großraum Miami, gilt die Art als eingeschleppt und ist für viele Gartenbesitzer und die Natur mittlerweile auch eine Plage. Auf einzelnen Inseln in Florida (den sog. Keys) gibt es wohl auch mangels natürlicher Feinde Exemplare von deutlich über 2 Metern Länge. Er fehlt auf etlichen karibischen Inseln wie Kuba, jedoch hat er die Kleinen Antillen besiedelt. Auf den Karibischen Inseln lebt hingegen der Grüne Inselleguan (Iguana delicatissima), eine nah verwandte Art.
Der bevorzugte Lebensraum des Grünen Leguanes sind Tieflandwälder in der Nähe größerer Gewässer. Grüne Leguane sind ausgesprochene Flachlandbewohner und überschreiten fast nie die Höhengrenze von 1000 Metern.

## Lebensweise

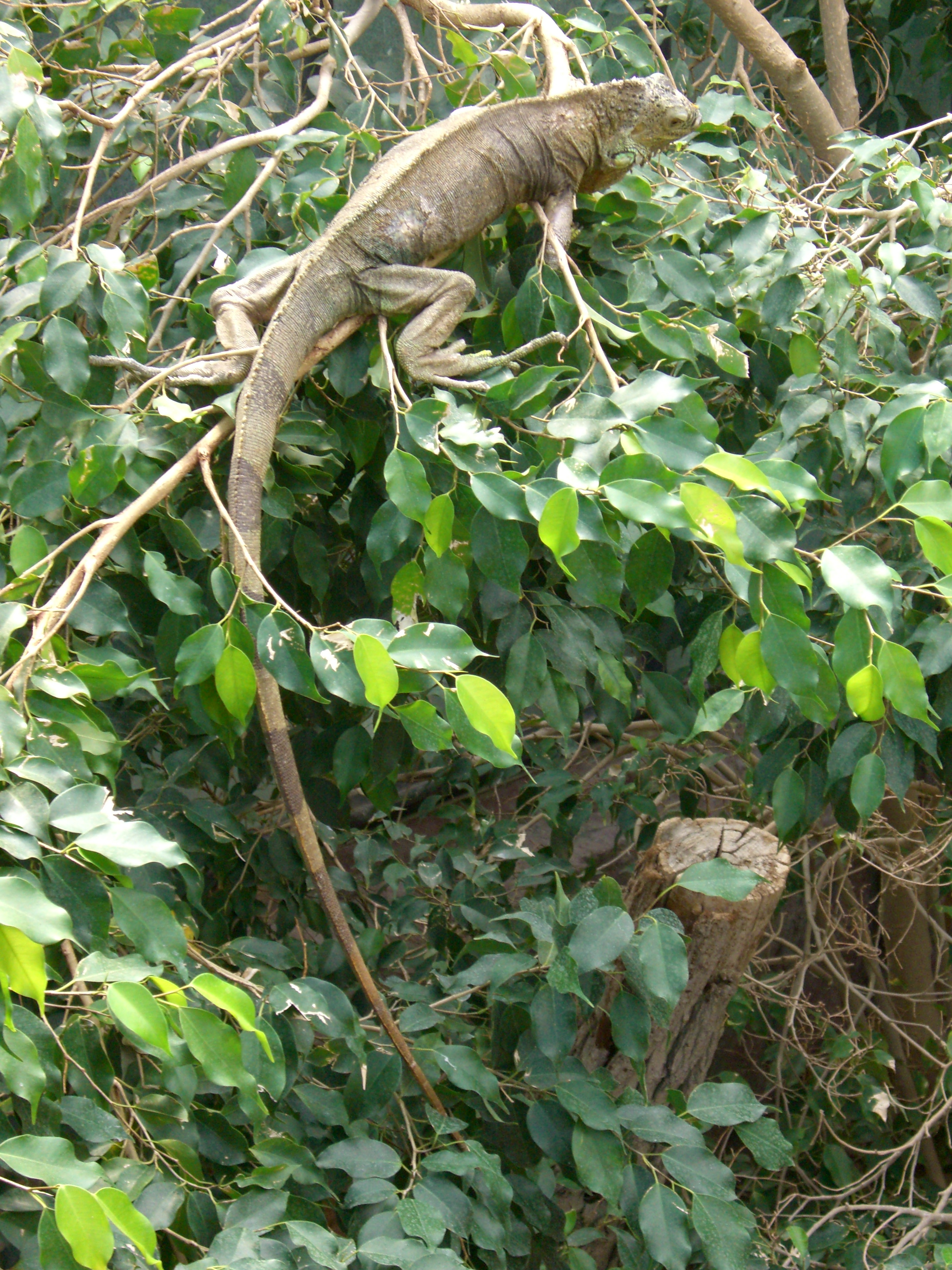
Grüne Leguane sind primär baumbewohnend

Der Grüne Leguan ist tagaktiv und primär baumbewohnend, jedoch ist er auch ein guter Schwimmer. Auf der Flucht lässt er sich oftmals von überhängenden Ästen ins Wasser fallen, wo er dann vor der Bedrohung wegschwimmt. Die Tiere sind sehr standorttreu. Sie bevorzugen eine hohe und dichte Vegetation mit viel Feuchtigkeit sowie Sonnen- und Schattenplätzen. Sie können wie Eidechsen ihren Schwanz abwerfen, und er wächst zumindest teilweise nach.
Der Grüne Leguan ernährt sich ausschließlich herbivor, d. h. pflanzenfressend. Auch wenn oftmals immer noch behauptet wird, er würde sich teilweise von Insekten ernähren, haben neueste Forschungen ergeben, dass er sich in der freien Natur nur von Blättern ernährt.
Die Männchen verteidigen ihre Reviere mit peitschenartigen Hieben ihres Schwanzes, der ca. 2/3 der gesamten Körperlänge misst. Sie imponieren Weibchen vor allem durch Drohverhalten, etwa das Aufblähen ihrer Kehlwamme und Kopfnicken oder durch laterales Abflachen, womit sie größer erscheinen. Innerhalb der Trockenzeit im Dezember und Januar ist Paarungszeit. Die Männchen fixieren das Weibchen während der Paarung mit einem Nackenbiss. Drei bis vier Wochen nach der Paarung legt das Weibchen seine 30 bis 45 Eier in eine selbst gegrabene Erdhöhle. Der Schlupf der Jungtiere erfolgt etwa acht Wochen später.

## Grüne Leguane und Menschen

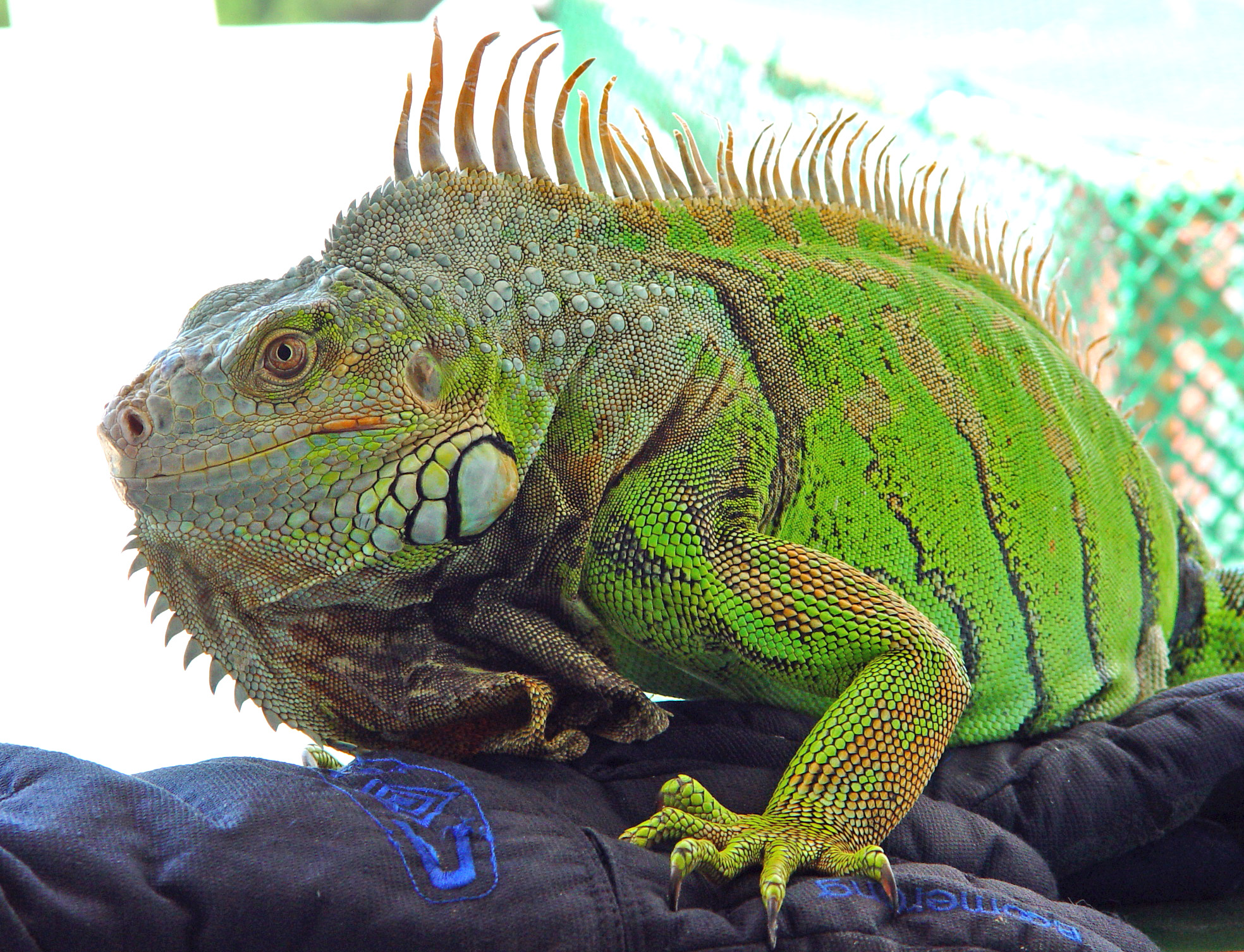
Grüne Leguane (Iguana iguana) sind beliebte exotische Haustiere

Der Grüne Leguan gehört zu den beliebtesten Terrarientieren und wird mittlerweile in Südamerika auf Farmen für diesen Zweck gezüchtet. Aufgrund ihrer Endgröße wird den meisten dieser Individuen keine artgerechte Haltung gewährt, da viele Käufer nicht ahnen, dass der meist klein verkaufte Leguan später bis zu 2 Meter lang wird. Für adulte Tiere wird ein Terrarium von mindestens 200 × 150 × 200 Zentimetern Größe veranschlagt.

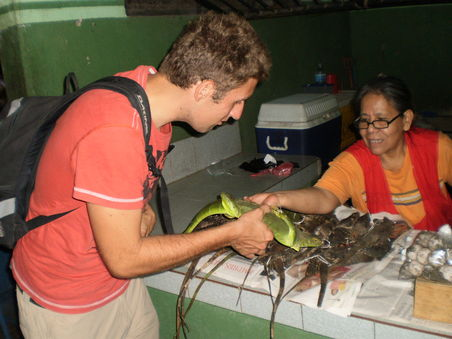
Obwohl in Nicaragua der Verzehr von Leguanen verboten ist, werden sie auf den Märkten als Lebendtiere gehandelt

In manchen Ländern hat der Grüne Leguan eine kulinarische Bedeutung. Das Fleisch von erjagten Tieren wird ebenso wie von in Farmen gehaltenen Tieren verwertet. Sie werden „Grüne Hähnchen“ genannt, da das Fleisch an Huhn erinnert. Ein bekanntes Gericht mit Leguan ist die Sopa de Garrobo.

## Unterarten

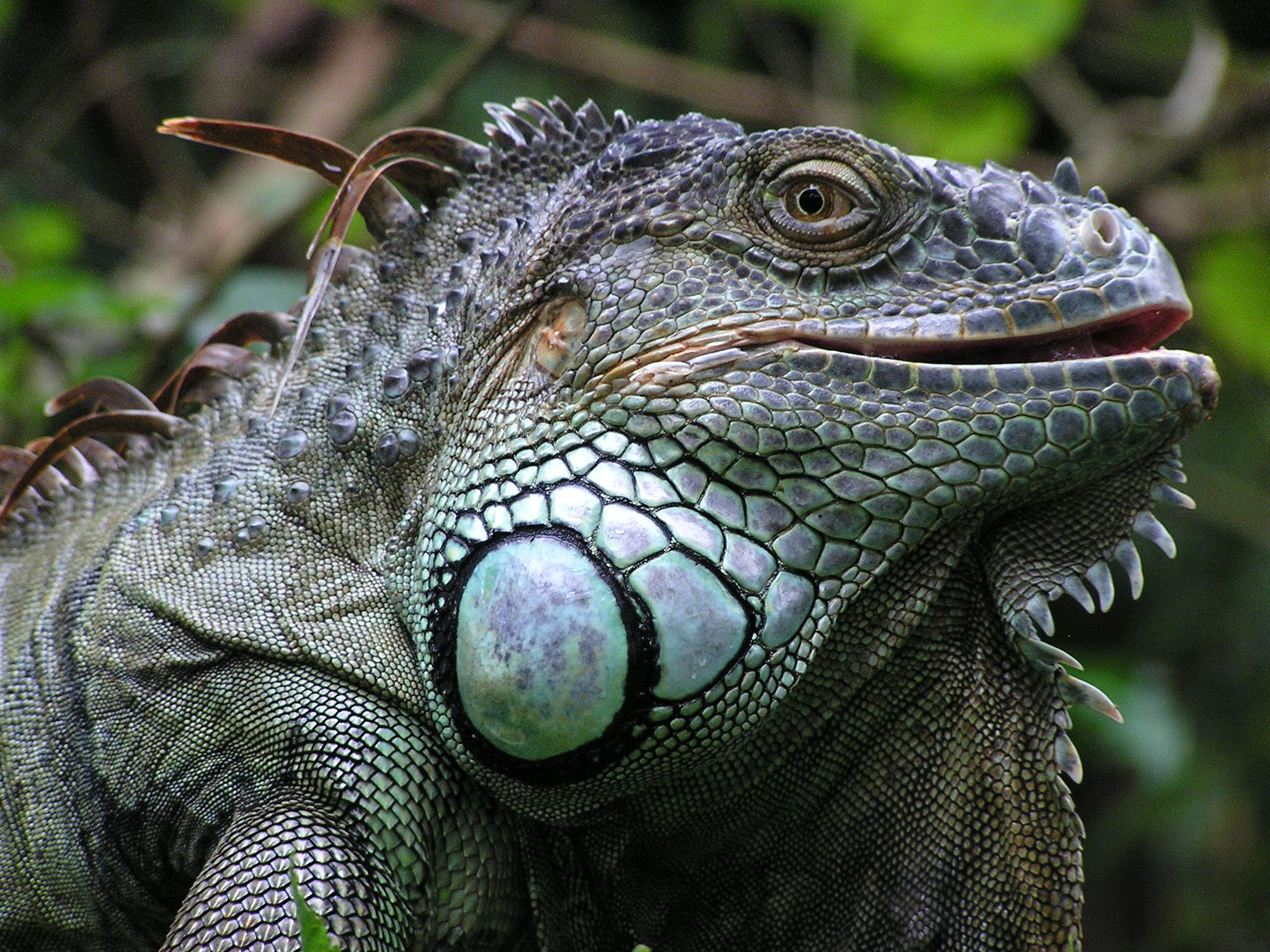
Auf diesem Bild sind drei Hörner auf der Schnauze von Iguana iguana rhinolopha deutlich zu erkennen

Es gibt zwei bis vier Unterarten des Grünen Leguans. Die Nominatform Iguana iguana iguana ist auf den Kleinen Antillen und in Südamerika verbreitet, während Iguana iguana rhinolopha vor allem in Mittelamerika heimisch ist. Beide Taxa lassen sich recht sicher durch zwei bis drei bei Iguana iguana rhinolopha vorhandene kleine „Hörner“ auf der Schnauze
unterscheiden. Im Jahr 2019 wurden zwei Unterarten neu beschrieben, Iguana iguana insularis kommt auf St. Vincent, den Grenadinen und Grenada vor und Iguana iguana sanctaluciae ist auf St. Lucia endemisch.

## Belege
1. ↑  Breuil, Michel, Vuillaume, Barbara, Schikorski, David, Krauss, Ulrike, Morton, Matthew N., Haynes, Pius, Daltry, Jennifer C., Co, 2019, A story of nasal horns: two new subspecies of Iguana Laurenti, 1768 (Squamata, Iguanidae) in Saint Lucia, St Vincent & the Grenadines, and Grenada (southern Lesser Antilles). Zootaxa 4608 (2), pp. 201–232: 212–218, doi: 10.11646/zootaxa.4608.2.1